# Park Hills (Missouri)
Park Hills è un comune degli Stati Uniti d'America, situato nello Stato del Missouri, nella contea di St. Francois.